# アルバトロス (大型駆逐艦)
アルバトロス (Albatros) はフランス海軍の艦艇。エーグル級大型駆逐艦。

## 艦歴
1929年2月21日起工。1930年6月27日進水。1931年12月25日就役。
「アルバトロス」は1940年6月14日にフランス海軍によって行われたイタリア本土攻撃（ヴァード作戦）に参加。この際、陸上の砲台からの砲撃で「アルバトロス」に6インチ砲弾1発が命中、12名の戦死者を出した。
1941年4月12日、巡洋艦「プリモゲ」と駆逐艦「シムーン」、「フロンデュール」に支援された「アルバトロス」は、イギリス海軍に拿捕されたバナナ運搬船「Fort-de-France」を奪還した。
1942年11月8日、連合国軍はモロッコとアルジェリアへの上陸を実行（トーチ作戦）。カサブランカ付近ではアメリカ海軍第34.1任務群（戦艦「マサチューセッツ」、重巡洋艦「ウィチタ」、「タスカルーサ」他）、第34.9任務群（重巡洋艦「オーガスタ」、軽巡洋艦「ブルックリン」他）、第34.2任務群 （空母「レンジャー」他）とフランス軍との間で戦闘（カサブランカ沖海戦）が生起した。
その日の朝、第11駆逐隊（大型駆逐艦「ミラン」、「アルバトロス」）と駆逐艦「ブーロネー」、「ブレストア」、「フグー」、「フロンデュール」、「ラルション」はカサブランカより出撃し、フェダラ沖の敵輸送船攻撃に向かった。この部隊は「ミラン」に座乗するGervais de Lafond少将が率いた。フェダラ沖には第34.9任務群がいた。
F4F ワイルドキャットの機銃掃射を受けて「ブーロネー」が脱落する一方、アメリカ駆逐艦「ウィルクス」、「スワンソン」、「ラドロー」を発見して8時25分に第11駆逐値は砲撃を開始した。8時34分、「アルバトロス」は「ラドロー」に命中弾を与えた。フランス駆逐艦に対してアメリカ巡洋艦「オーガスタ」、「ブルックリン」が迎撃に動き、「オーガスタ」接近を見てGervais de Lafondは戦艦「ジャン・バール」やEl Hank砲台の射程内へと誘引すべく部隊を反転させた。しかし、信号不達より第2水雷隊（「フグー」、「フロンデュール」、「ラルション」）はそれに追従しなかった。9時15分、遅れて出撃してきた巡洋艦「プリモゲ」が第11駆逐隊と合流。Gervais de Lafondは部隊を再反転させた。一方、戦艦「マサチューセッツ」以下も戦闘に加わり始めた。フェダラ沖で駆逐艦と交戦し、また9時40分に「プリモゲ」は反転した。9時56分に「ミラン」は被弾し漂流し始める。一方、「プリモゲ」と「アルバトロス」は再びフェダラへ向かった。10時40分、「アルバトロス」の艦首付近に至近弾があり、若干の浸水が生じた。10時45分、「アルバトロス」は「ブルックリン」に命中弾を与えたが、砲弾は跳ねて爆発しなかった。11時40分、「プリモゲ」と「アルバトロス」はSBDドーントレスの攻撃を受けた。7機が「アルバトロス」を攻撃し、爆弾2発が命中した。11時55分、「アルバトロス」はOukacha北北東で投錨した。その後、「オーガスタ」の8インチ砲弾2発が命中し、座礁した。
第二次世界大戦後は練習艦や試験用として使用され、1959年に解体された。